# Jacobine Veenhoven
Jacobine Veenhoven est une rameuse néerlandaise née le 30 janvier 1984 à Laren.

## Biographie
Aux Jeux olympiques d'été de 2012 à Londres, Jacobine Veenhoven obtient la médaille de bronze en huit avec Nienke Kingma, Chantal Achterberg, Sytske de Groot, Roline Repelaer van Driel, Claudia Belderbos, Carline Bouw, Annemiek de Haan et la barreuse Anne Schellekens.

## Palmarès

### Jeux olympiques
- Jeux olympiques d'été de 2012 à Londres,  Royaume-Uni
  -  Médaille de bronze en huit

### Championnats du monde d'aviron
- 2009 à Poznań,  Pologne
  -  Médaille de bronze en huit